# Dasymys montanus
Dasymys montanus és una espècie de mamífer rosegador de la família dels múrids. Viu a altituds d'entre 2.600 i 3.800 msnm a les muntanyes Ruwenzori d'Uganda i, possiblement, les parts adjacents de la República Democràtica del Congo. Els seus hàbitats naturals són els boscos tropicals montans, els herbassars montans i les zones humides. Està amenaçat per la destrucció del seu medi a conseqüència de l'expansió dels camps de conreu i la tala d'arbres. El seu nom específic, montanus, significa ‘muntanyenc’ en llatí.